# الانتخابات البرلمانية في أندلوسيا 2012
الانتخابات البرلمانية الأندلسية 2012 هي الانتخابات الرئاسية التي جرت في 25 مارس 2012، لانتخاب رئيس مجلس أندلوسيا ‏
عضو برلمان أندلوسيا، فاز بالانتخابات José Antonio Griñán ‏.